# Дунхад I
Дунхад I (Дунхад мак Конайнг; гэльск. Dúnchad mac Conaing; погиб в 654) — король гэльского королевства Дал Риада с 650 по 654 год.

## Биография
Отцом Дунхада I мог быть Конан, сын Айдана, и, таким образом, его соправитель Коналл II являлся его двоюродным братом. Другие хроники называют отцом Дунхада некоего Дубана.
В 654 году Дунхад I погиб в битве с пиктами. После его гибели единовластным правителем Дал Риады стал король Коналл II.